# Weidner Field
Le Weidner Field est un stade de soccer américain situé dans la ville de Colorado Springs, dans le Colorado.
Le stade, doté de 8 000 places et inauguré en 2021, sert d'enceinte à domicile à l'équipe de soccer des Switchbacks de Colorado Springs.

## Histoire
Les travaux du stade débutent en 2019 pour s'achever en 2021. Il est inauguré le 24 avril 2021 pour les matchs des Colorado Springs Switchbacks, club d'USL Championship. Il remplace alors l'ancien Weidner Field, aujourd'hui rebaptisé en Switchbacks Training Stadium.
Disposant de 8 000 places, il peut en accueillir 15 000 pour des concerts,.
Les droits de dénomination sont détenus par Weidner Apartment Homes, propriétaires minoritaire des Colorado Springs Switchbacks et sponsors de l'ancien stade. Le nom Weidner Field est officiellement transféré de l'ancien stade au nouveau site le 15 octobre 2020.